# بندر سيراف
بندر سيراف هي مدينة إيرانية وفي بلدة مركزي التابع لمقاطعة كنغان من محافظة بوشهر في جنوب إيران، كان عدد سكانها سنة 2004 حوالي 3513 نسمة.